# Rymszany
Rymszany (lit. Rimšė) – miasteczko na Litwie, położone w okręgu uciańskim, w rejonie ignalińskim.
274 mieszkańców w 2001.
Za II RP siedziba wiejskiej gminy Rymszany.
W dwudziestoleciu międzywojennym miasteczko leżało w Polsce, w województwie nowogródzkim (od 1926 w województwie wileńskim), w powiecie brasławskim, w gminie Rymszany.
Według Powszechnego Spisu Ludności z 1921 roku zamieszkiwało tu 290 osób, 125 było wyznania rzymskokatolickiego, 3 prawosławnego, 151 mojżeszowego a 11 mahometańskiego. Jednocześnie 122 mieszkańców zadeklarowało polską przynależność narodową, 151 żydowską, 10 tatarską a 6 inną. Były tu 52 budynki mieszkalne. W 1931 w 65 domach zamieszkiwało 337 osób.
Wierni należeli do miejscowej parafii rzymskokatolickiej, i prawosławnej w Dryświatach. Miejscowość podlegała pod Sąd Grodzki w m. Turmont i Okręgowy w Wilnie; mieścił się tu urząd pocztowy, który obsługiwał większość terenu gminy.

## Linki zewnętrzne

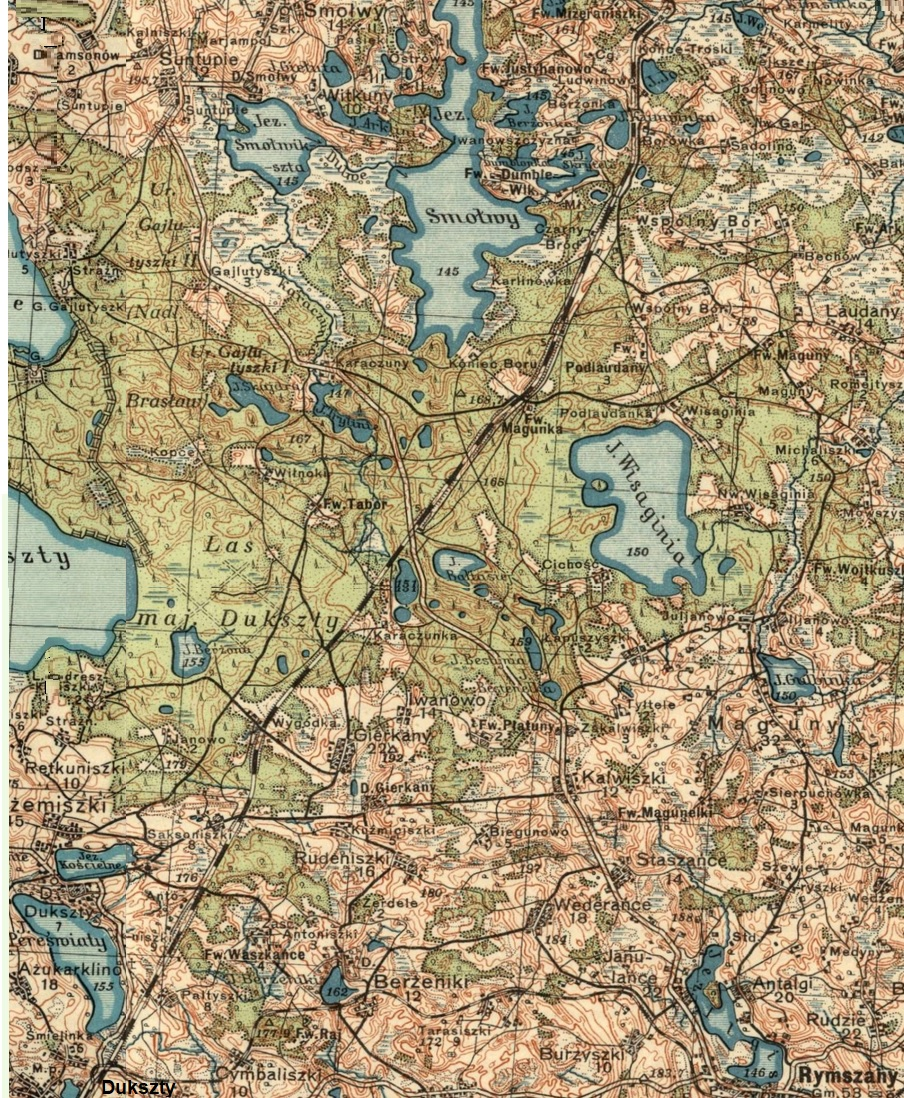
Góra mapy Smołwy, dół Dukszty (lewo), Rymszany (prawo)